# Simulcast (album)
Simulcast – szósty album studyjny (lub siódmy, jeśli liczyć Sunrise Projector jako debiut) Tycho, wydany w lutym 2020 roku przez wytwórnie muzyczne Mom + Pop Music i Ninja Tune.

## Album

### Historia i muzyka
Album Simulcast został wydany jako:
- 20 lutego 2020 roku jako CD przez wytwórnię Ninja Tune (w Europie),
- 28 lutego 2020 jako LP (w ograniczonym nakładzie) przez wytwórnię Mom + Pop Music (w USA);  tego samego dnia stał się dostępny jako digital download w Wielkiej Brytanii[1].

Przed wydaniem Simulcast Scott Hansen zapowiedział, że jego nowy album będzie zawierał „instrumentalne przeróbki” utworów z Weather, bez pierwotnych wokali Saint Sinner. W nawiązaniu do tytułu (simulcast – ang. transmisja programu na różnych nośnikach i w różnych językach) wyjaśnił, iż w przypadku tych dwóch albumów chciał przedstawić te same idee w dwóch językach muzycznych, jednym bardziej dosłownym, a drugim bardziej otwartym na interpretację. „Simulcast rozszerza koncepcje przedstawione w Weather, ale przesuwa się w stronę abstrakcji z instrumentalnymi pejzażami dźwiękowymi zamiast tekstów, otwierając wizualną przestrzeń i tłumacząc przekaz na nowy język”.
Trzy z utworów Weather już były instrumentalne (z kilkoma wokalnymi śladami Sinner) i pojawiły się ponownie bez zmian na Simulcast. Oprócz tego lista utworów została zmieniona, a pozostałe pięć piosenek zostało przerobionych otrzymując nowe tytuły. Scott Hansen nie ograniczył się jedynie do wycięcia ścieżek wokalnych ale dodał więcej melodii gitarowych i syntezatorowych, które przypominają te z jego wcześniejszych albumów. Utwory są nieco dłuższe, a w niektórych przypadkach pojawiają się żywsze rytmy.

### Inspiracje
Hansen tworząc swój nowy album inspirował się otoczeniem i chęcią znalezienia równowagi pomiędzy życiem w mieście i naturą. Podkreślał zwłaszcza swój związek z Oceanem Spokojnym, w którym znalazł ukojenie i spokój:

Dla tej płyty był to surfing i przebywanie w wodzie, wczesne wstawanie i codzienne obcowanie z naturą. Myślę, że w mieście jest to trudne, zwłaszcza gdy spędzasz tak dużo czasu na interakcji z technologią i maszynami... To wszystko, czym dla mnie jest Tycho, to próba przełożenia na muzykę uczucia, jakie ogarnia cię, gdy jesteś na łonie natury.

### Lista utworów
Zestaw utworów na płycie CD i na digital download oraz informacje:
| 1. | Weather        | 4:14  |
|    |                |       |
| 2. | Alright        | 4:02  |
|    |                |       |
| 3. | Outer Sunset   | 4:10  |
|    |                |       |
| 4. | Into The Woods | 4:02  |
|    |                |       |
| 5. | Easy           | 3:27  |
|    |                |       |
| 6. | PCH            | 3:20  |
|    |                |       |
| 7. | Cypress        | 6:14  |
|    |                |       |
| 8. | Stress         | 5:05  |
|    |                |       |
|    |                | 34:34 |
|    |                |       |

### Muzycy
- Scott Hansen – autor, nagrywanie, produkcja, projekt, layout
- Rory O’Connor – perkusja
- Zac Brown – aranżacja
- Saint Sinner – wokal

## Odbiór

### Krytyczny
| Oceny łączne      | Oceny łączne |
| Publikacja        | Ocena        |
| ----------------- | ------------ |
| Album of the Year | 70/100       |
| Metacritic        | 67/100       |
| Recenzje          |              |
| Publikacja        | Ocena        |
| AllMusic          | [ 3 ]        |
| Clash             | 7/10         |
| Exclaim!          | 9/10         |
| Pitchfork         | 5/10         |

Album otrzymał następujące oceny średnie w serwisach agregujących recenzje: 70/100 w Album of the Year (na podstawie 4 recenzji krytycznych) i 67/100 w Metacritic z komentarzem „ogólnie korzystne recenzje” (na podstawie 4 recenzji).
Zdaniem Paula Simpsona z AllMusic „Simulcast może być postrzegany jako bardziej "muzyczna" wersja Weather, ale nawet bez tekstów, nadal ma za zadanie wprawić umysł w ruch. Obie wersje są równie warte poświęcenia około pół godziny na wysłuchanie każdej z nich”.
Nick Roseblade z magazynu Clash stwierdził, iż utwory „Easy”, „Into the Woods” i „Weather” brzmią niemal tak samo jak na Weather, choć są nieco dłuższe i jaśniejsze. Wyróżniają się natomiast, jego zdaniem, utwory „Alright”, „Outer Sunset”, „PCH”, „Cypress” i „Stress”. Zgodnie z zamysłem Tycho pierwszy projekt, Weather jest przeznaczony do słuchania, podczas gdy drugi, Simulcast, jest o wiele bardziej interpretacyjny. Na Weather to wokale Saint Sinnera nadają projektowi kierunek, a kiedy zostają one usunięte na Simulcast, to słuchacz musi odnaleźć drogę i wyciągnąć wnioski. „I to one sprawiają, że Simulcast jest prawdopodobnie o wiele bardziej wciągającym i interesującym doświadczeniem niż Weather”.
Dylan Barnabe z magazynu Exclaim! opisując album zauważył, iż „pomiędzy dwoma językami - dosłownym i przenośnym, Hansen odnajduje swoje najlepsze dzieła w krainie interpretacji, mistrzowsko rzeźbiąc fizyczną i wizualną granicę muzycznego odpowiednika linii horyzontu. Zapewnia perspektywę, stabilność, wizję i znikający punkt lub punkt zbieżności, który koncentruje się na tworzeniu przestrzeni poprzez dźwięk. (…) Simulcast jest błyszczącym i pięknie zrealizowanym albumem, który potwierdza pozycję Hansena na szczycie ambientowej elektroniki XXI wieku”. 
Odmienne zdanie wyraziła Mina Tavakoli z magazynu Pitchfork. Oceniając ogólnie twórczość Tycho jako „synonim stylu elektronicznej papki, tak łatwo przyswajalnej, że zbliżającej się do poziomu użyteczności” nazwała Simulcast „doświadczeniem pewnie pozbawionym ego, sztuką, która zbliża się do aparatu zwiększającego produktywność”.

### Listy tygodniowe
| Kraj              | Lista                   | Pozycja |
| ----------------- | ----------------------- | ------- |
| Stany Zjednoczone | Dance/Electronic Albums | 6       |
| Stany Zjednoczone | Independent Albums      | 46      |
| Stany Zjednoczone | Top Album Sales         | 41      |